# Cyclocosmia siamensis
Cyclocosmia siamensis är en spindelart som beskrevs av Peter J. Schwendinger 2005. Cyclocosmia siamensis ingår i släktet Cyclocosmia och familjen Ctenizidae.
Artens utbredningsområde är Thailand. Inga underarter finns listade i Catalogue of Life.